# Ростовцева, Александра Емельяновна
Александра Емельяновна Ростовцева (урождённая Щёлокова, в замужестве Вейс; 1872, Новочеркасск — после 1941, Ростов-на-Дону) — русская оперная певица (меццо-сопрано).

## Биография
Родилась в 1872 году в Новочеркасске в семье Емельяна Щёлокова. Училась в местной Донской Мариинской женской гимназии (там же проходили обучение её сестры Ольга и Мария).
Двоюродная тётя (по браку) Августе Леонидовне Миклашевской .
В 1895 году окончила Московскую консерваторию, была ученицей Л. Джиральдони и А. Александровой-Кочетовой (вокал), а также В. Сафонова (фортепиано).
Выступала на оперной сцене под псевдонимом Ростовцева. Её дебют состоялся в 1896 году в партии Зибеля («Фауст» Ш. Гуно) на сцене Частной оперы С. И. Мамонтова. В 1904—12 годах входила в состав труппы Оперного театра С. И. Зимина.
Ростовцева была первым исполнителем партий Любавы («Садко»), Любаши («Царская невеста»), Ткачихи («Сказка о царе Салтане»), Амелфы («Золотой петушок») в операх Н. А. Римского-Корсакова, а также Лизис («Ожерелье» Н. Кроткова) и Княгини («Илья Муромец» В. Серовой). При этом партии Любавы и Любаши были написаны композитором специально под её голос, и вторую из них Римский-Корсаков проходил с певицей сам. В результате исполнение Ростовцевой роли Любаши удостоилось высокой оценки одного из ведущих критиков того времени Н. Кашкина.
Помимо вышеперечисленных исполняла следующие партии: Рогнеда (одноимённая опера А. Серова), Любовь («Мазепа»), Солоха («Черевички»), Морозова («Опричнина», все — П. Чайковский), Далила («Самсон и Далила» (К. Сен-Санс), Амнерис («Аида» Дж. Верди) и др. Позднее перешла на характерные роли.
Кроме того, вела активную общественную деятельность: с 1894 года каждый год организовывала в столице концерты симфонической музыки, в 1904—06 годах была художественным руководителем концертов, устраиваемых в Павловском вокзале, в 1907—15 годах проводила серии концертов, объединённых общей темой («Русская песня», «Европейская песня», «Патриотические концерты» и др.).
С 1921 года жила в Белграде, выступала на сцене местной оперы (в частности, исполняла партию няни в опере «Евгений Онегин»), однако вскоре завершила карьеру певицы и стала преподавателем вокала и сценического мастерства в школе «Станкович».